# Rzeki w Norwegii

## Najdłuższe
Lista 25 najdłuższych rzek Norwegii:
| Nr | Nazwa                              | Długość km | Dorzecze km² | Przepływ rzeki m³/s |
| -- | ---------------------------------- | ---------- | ------------ | ------------------- |
| 1  | Glomma                             | 623        | 41955        | 705                 |
| 2  | Paatsjoki                          | 380        | 18516        | 169                 |
| 3  | Numedalslågen                      | 359        | 5550         | 111                 |
| 4  | Vorma – Gudbrandsdalslågen         | 358        | 17547        | 330                 |
| 5  | Tana – Anarjohka                   | 348        | 16374        | 197                 |
| 6  | Drammenselva – Begna               | 308        | 17115        | 314                 |
| 7  | Skienselva – Tinne – Måna – Kvenna | 271        | 10812        | 274                 |
| 8  | Snarumselva – Hallingdalselva      | 257        | 5159         | 116                 |
| 9  | Otra                               | 247        | 3750         | 146                 |
| 10 | Altaelva                           | 240        | 7389         | 99                  |
| 11 | Trysilelva                         | 239        | 5426         | 84                  |
| 12 | Namsen                             | 229        | 6273         | 304                 |
| 13 | Nidelva (Agder)                    | 222        | 4010         | 114                 |
| 14 | Eidselva – Tokke – Songa           | 205        | 3642         | 107                 |
| 15 | Randselva – Dokka                  | 200        | 3772         | 58                  |
| 16 | Orkla                              | 182        | 3052         | 67                  |
| 17 | Nidelva – Nea                      | 177        | 3124         | 94                  |
| 18 | Målselva                           | 173        | 6019         | 170                 |
| 19 | Barduelva                          | 171        | 2411         | 80                  |
| 20 | Karasjohka                         | 166        | 5060         | 57                  |
| 21 | Vefsna                             | 161        | 4118         | 201                 |
| 22 | Gaula                              | 152        | 3661         | 97                  |
| 23 | Sira                               | 152        | 1902         | 130                 |
| 24 | Rena                               | 152        | 4182         | 68                  |
| 25 | Kvina                              | 151        | 1453         | 89                  |

## Alfabetycznie

### A
- Akerselva
- Altaelva
- Ångermanälven
- Áttánjohka

### B
- Barduelva
- Begna jõgi
- Bergebyelva
- Børselva

### D
- Divielva
- Drammenselva

### G
- Gaula (Trøndelag)
- Glomma
- Gudbrandsdalslågen

### H
- Hallingdalselva

### I
- Iešjohka
- Inari

### J
- Jakobselva

### K
- Kárášjohka jõgi
- Karpelva
- Kietsimäjoki
- Kongsfjordelva

### L
- Lakselva

### M
- Mardøla
- Målselva
- Máskejohka

### N
- Namsen
- Nea
- Nidelva
- Numedalslågen
- Näätämöjoki

### O
- Orkla
- Otra
- Otrøelva

### P
- Paatsjoki
- Pulmankijoki

### R
- Reisaelva
- Rena jõgi

### S
- Skienselva
- Skiensvassdraget
- Snarumselva
- Suldalslågen

### T
- Tenla
- Tana
- Tokke
- Tranfarelva
- Trysilelva
- Tverrelva

### V
- Vefsna
- Vorma